# Scandinavian Nights
Scandinavian Nights uživo je album britanskog hard rock sastava Deep Purple, kojeg 1988. godine objavljuje diskografska kuća 'Connoisseur Collection'.
Materijal na albumu snimljen je 12. studenog 1970. godine u Konserthusetu, Stockholmu, Švedska, na nacionalnom radiju u emisiji pod nazivom 'Tonkraft', ali nije objavljen prije 1988. godine. Snimke je uredio i miksao Tom Leader u studiju 'Angel'. Album je primjer ranih nastupa postave MK II, njihove koncertne dinamike i divljih nastupa.
U Americi, album je objavljen pod imenom Live and Rare, dok je europsko izdanje na dvostrukom vinili LP-u, nazvano Scandinavian Nights. Također je sadržavalo limitirano izdanje malene brošurice koja je dolazila uz album.
Vremensko trajanje skladbi na oba izdanja čini se različito, međutim dok su na europskom izdanju uključene i stanke između pjesama, vremensko trajanje na američkom izdanju je bez njih.

## Popis pjesama na CD-u i različita vremenska trajanja
Sve pjesme napisali su Ian Gillan, Ritchie Blackmore, Roger Glover, Jon Lord i Ian Paice, osim gdje je drugačije naznačeno.
1. "Wring That Neck" (Blackmore, Nick Simper, Lord, Paice) - 32:06 / 34:33 / 34:22
2. "Speed King" - 10:20 / 11:01 / 10:44
3. "Into the Fire" - 4:00 / 4:39 / 4:48
4. "Paint It, Black" (Mick Jagger, Keith Richards) - 9:08 / 9:29 / 9:49
5. "Mandrake Root" (Rod Evans, Blackmore, Lord) - 28:42 / 29:42 / 28:40
6. "Child in Time" - 17:25 / 19:18 / 20:29
7. "Black Night" - 6:54 / 7:29 / 7:34

## Izvođači
- Ian Gillan - vokal, udaraljke
- Ritchie Blackmore - gitara
- Roger Glover - bas-gitara
- Jon Lord - orgulje, klavijature
- Ian Paice - bubnjevi

## Vanjske poveznice
- Discogs.com - Deep Purple - Scandinavian Nights